# تیتون ۶۹۹۸
سیارک ۶۹۹۸ (به انگلیسی: 6998 Tithonus، نامگذاری:3108T-3) شش هزار و نهصد و نود و هشتمین سیارک کشف شده‌است که در ۱۶ اکتبر ۱۹۷۷ کشف شد.
قدر مطلق سیارک برابر ۱۱٫۳۰ است.